# Exotoxina
Exotoxina é uma substância química solúvel que inclui enzimas citolíticas e proteínas que se ligam a receptores, alterando a função da célula e acarretanda sua morte. É excretada por microorganismos(bactérias). É o tipo de toxina liberada por bactérias para a corrente sanguínea. A exotoxina é libertada com o metabolismo e crescimento da bactéria, tendo efeitos gerais e não causando febre. No entanto, causa efeitos que variam desde diarreia, perda da função neuronal e morte. É necessária pouca quantidade para causar grande dano por ser muito tóxica. São sensíveis à temperatura e possuem uma baixa atividade entre os 60º-80ºC.  
A exotoxina é um dos componentes das bactérias Gram-Positivas e Gram-Negativas possuindo caráter patogênico.
Existem 3 tipos de exotoxinas: citotoxinas, enterotoxinas e neurotoxinas. A citotoxina mexe e destrói a célula alvo, destruindo suas funções, a enterotoxina age sobre as células de revestimentos gastrointestinais e a neurotoxina interfere nos impulsos nervosos .